# Ceratophysella proserpinae
Ceratophysella proserpinae är en urinsektsart som först beskrevs av Riozo Yosii 1956.  Ceratophysella proserpinae ingår i släktet Ceratophysella och familjen Hypogastruridae. Inga underarter finns listade i Catalogue of Life.